# Allow yourself
Allow yourself is het zesde studioalbum van de muziekgroep Nosound. 

## Inleiding
Bandleider Giancarlo Erra zingt al vanaf het eerste album in een zweverige, huilerige en verveeld aandoende stem. Toch gaf hij voor het uitbrengen van het album, dat hij met de band een andere richting op wilde. De muziek werd daarbij minimalistischer en dreef daarbij voornamelijk op elektronica. Anderen hoorden een mengeling van psychedelische rock, ambient, elektronische muziek en alternatieve rock. Als genregenoten worden Radiohead, Saybia, Anathema en Porcupine Tree genoemd.

## Erra over "Allow yourself"
Erra legde de titel uit als staande voor “Sta je zelf toe te veranderen”. Volgens hem zijn de nummers op dit album korter en optimistischer van klank. Hij zag het als logische ontwikkeling vanuit een eenmansband richting een “echte band” met meer inbreng van andere leden. Hij gunde ze ook een grotere inbrengen, waar in het verleden hij de enige baas was. Deze verschuiving van invloeden maakte het ook nodig dat nummers van albums uit het verleden andere arrangementen moeten krijgen voor bijvoorbeeld optredens tijdens het Crosslands Festival. Het eindresultaat was volgens hem directer en duidelijker, terwijl er nog voldoende ruimte was voor eenieder de teksten naar eigen believen te interpreteren.

## Musici
- Giancarlo Erra – zang, programmeerwerk en alle muziekinstrumenten behalve
- Paolo Vigliarolo – gitaar
- Alessandro Luci – basgitaar
- Marco berni – toetsinstrumenten
- Ciro Iavarone – drumstel

Met
- Marianne De Chastelaine – cello
- Pete Morgan – basgitaar op Miracle en My drug
- Strijkkwartet Elis Marteinsson

## Muziek
Alles geschreven door Erra

| Nr. | Titel                 | Duur |
| --- | --------------------- | ---- |
| 1.  | Ego drip (Erra)       | 2:33 |
| 2.  | Shelter (Erra)        | 3:53 |
| 3.  | Don’t you dare (Erra) | 4:00 |
| 4.  | My drug (Erra)        | 3:22 |
| 5.  | Miracle (Erra)        | 3:54 |
| 6.  | This night (Erra)     | 4:30 |
| 7.  | At peace (Erra)       | 3;12 |
| 8.  | Growing in me (Erra)  | 3:24 |
| 9.  | Saviour (Erra)        | 2:46 |
| 10. | Weights (Erra)        | 5:05 |
| 11. | Defy (Erra)           | 2:06 |